# Żegnaj przyjacielu
Żegnaj przyjacielu (fr. Adieu l'ami) – francusko-włoski film kryminalny typu heist z 1968 roku w reżyserii Jeana Hermana. Zdjęcia kręcono w Marsylii i Paryżu.

## Opis fabuły
Francuski lekarz wojskowy Dino Barran i najemnik Franz Propp – dwaj weterani wojny w Algierii powracają do Francji. W porcie marsylskim Dino natrafia na piękną Isabelle, która poszukuje swojego przyjaciela Mozarta, który również służył w Algierii jako lekarz wojskowy. Dino mówi jej, że go nie zna (co później okazuje się nieprawdą – Dino nie tylko go znał, ale nawet pewnej nocy zastrzelił, biorąc go omyłkowo za wrogiego żołnierza), jednak nawiązuje z kobietą bliższą znajomość. Ta namawia go, aby dokonał włamania do skarbca, który znajduje się w firmie w której pracuje i podrzucił do sejfu obligacje, których jest właścicielką. Jest to dla Dino dziwna propozycja, ale wyraża zgodę. Za pomocą dokumentów dostarczonych przez kobietę podszywa się pod Mozarta, który pierwotnie miał wykonać tę operację i zjawia w firmie, podając się za lekarza który ma dokonać badań kontrolnych na wszystkich pracownikach. Czas włamania przypada akurat na okres Bożego Narodzenia, kiedy firma przez trzy dni będzie zamknięta. Dino pozostaje w firmie po jej zamknięciu i za pomocą dostarczonego przez kobietę szyfru podejmuje próbę otwarcia sejfu. Jednak wspólniczka dostarcza mu tylko trzy z siedmiu cyfr kodu, więc pozostałe cztery Dino musi odnaleźć sam, po kolei wypróbowując pozostałe 10 000 kombinacji. Nieoczekiwanie z pomocą przychodzi mu Franz, który spotyka Dino przypadkowo w recepcji firmy i który dowiaduje się, że w sejfie powinno być dwa miliony franków. Obydwaj mężczyźni przez wiele godzin próbują otworzyć sejf, a kiedy się im to w końcu udaje okazuje się, że jest on pusty. Dodatkowo przez swoją nieuwagę zatrzaskują się w skarbcu. Grozi im teraz śmierć z uduszenia lub aresztowanie przez policję po otwarciu firmy. Po pewnym czasie udaje im się odkryć, że w jednej ze ścian znajduje się szyb wentylacyjny. Przebijają więc w nim otwór i wydostają się na zewnątrz. Podczas ucieczki natrafiają na ciało zabitego strażnika, a na zewnątrz dowiadują się, że ze skarbca do którego się włamali zniknęło ponad 200 milionów franków, strażnik został zabity z broni Dino, a policja jest na jego tropie.
Dino zaczyna domyślać się podwójnej gry Isabelle. Ścigany przez policję znajduje schronienie u Dominique, którą poznał podczas krótkiej pracy w firmie. Wie, że Isabelle podała mu fałszywy adres i nazwisko, ale wie również, że będąc pracownicą którą badał, posiada autentyczną kartę zdrowia. Namawia Dominique aby włamała się do firmy i skradła dane Isabelle. Nie wie, że to właśnie Dominique okradła sejf i zabiła strażnika i że obydwie kobiety są w zmowie. To one ukartowały całe włamanie, a Dino użyły jako kozła ofiarnego. Jedyną szansę uwolnienia się od Dino Isabelle widzi w zabiciu Dino, dlatego poleca Dominique aby zwabiła Dino w nocy do firmy pod pretekstem wydania mu karty. W tym samym czasie przez policję zostaje aresztowany Franz. Prowadzący śledztwo inspektor domyśla się, że Franz nie działał sam i chce, aby ten sypnął wspólnika. Franz jednak milczy. Kiedy Dino dowiaduje się, że jego kumpel został aresztowany kontaktuje się z policją i informuje ją o planowanym nocnym spotkaniu w siedzibie firmy. Gdy zjawia się tam wraz z Dominique czeka już tam na niego Isabelle z jego bronią. Dino wie, że w rewolwerze jest już tylko jeden nabój. Isabelle strzela do niego, jednak chybia, ginie jeden z policjantów. Do akcji wkracza przyczajona policja. Podczas ucieczki, obydwie kobiety z których jedna jest uzbrojona, zostają pomimo krzyków Alana, że nie mają już amunicji, zastrzelone serią z policyjnego pistoletu maszynowego. I Dino i Franz do końca wypierają się przed policją znajomości ze sobą.

## Obsada aktorska
- Alain Delon – Dino Barran
- Charles Bronson – Franz Propp
- Olga Georges-Picot – Isabelle
- Brigitte Fossey – Dominique
- Bernard Fresson – inspektor Meloutis
- Michel Barcet – inspektor Muratti
- Raoul Guylad – inspektor Gorik
- Marianna Falk – Catherine
- Ellen Bahl – Martha
- Andre Dumas – szef działu kadr
- Jean-Claude Balard – funkcjonariusz policji
- Jean-Paul Tribout – funkcjonariusz policji

i inni.